# Beldam-Maler

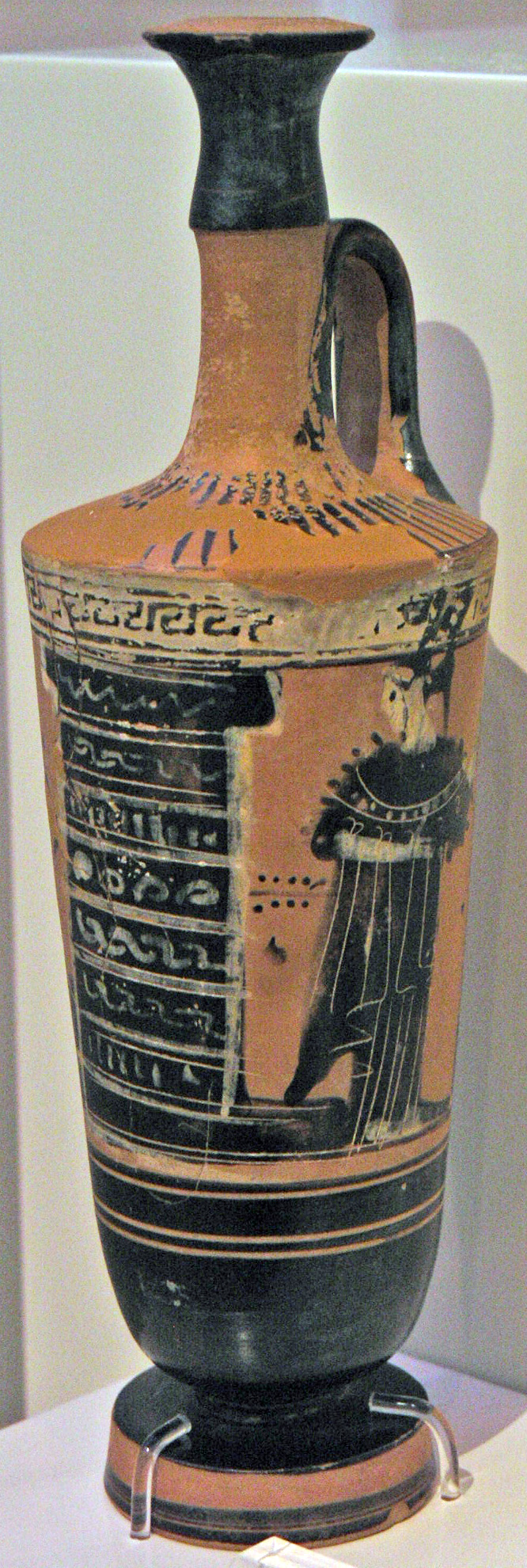
Athene auf einer Lekythos, um 480 v. Chr., gefunden in Vari, Archäologisches Nationalmuseum (Athen) Inv. 1061

Der Beldam-Maler war ein attischer Vasenmaler des schwarzfigurigen Stils.
„Beldam-Maler“ ist ein Notname, da der echte Name des Künstlers nicht überliefert ist. Seinen Namen erhielt er von einer Vase („Namenvase“), auf der eine nicht mehr zu identifizierende ältere weibliche Person von mehreren Satyrn gefoltert wird. Der Beldam-Maler war einer der spätesten Vertreter seines Stils. Seine Schaffenszeit und die seiner Werkstatt wird von etwa 470 v. Chr. bis ins zweite Viertel des 5. Jahrhunderts v. Chr. angesetzt. Die Produkte seiner Werkstatt gelten als die letzten noch in größerer Menge in Athen hergestellten Vasen des schwarzfigurigen Stils. Stilistisch sind seine Werke eng mit denen der Haimon-Gruppe verwandt.
Der Beldam-Maler führt die Tradition kleiner und schlanker Lekythen fort. Die kleinsten dieser Vasen haben Schornsteinmündungen, scharf geknickte Schultern und hohe, plumpe Füße. Die Zeichnungen des Beldam-Malers gelten schon früh in seiner Karriere, vor allem auf größeren Lekythen mit nach innen gekurvten Hälsen, als qualitativ hochwertig und besser als die des Haimon-Malers. Kennzeichnend sind für sein Werk auch Efeuranken, mit denen er die Hälse vieler seiner Lekythen verzierte. Manche von diesen sind reine Umrisszeichnungen, häufig zusammen mit Begräbnisszenen. Diese Grablekythen sind die ersten Vertreter dieser Art in Athen und wurden seitdem häufig in der Stadt produziert. Besonders typisch für den Beldam-Maler und seine Werkstatt sind weiße Gründe unter den Ornamentfriesen und die generell häufige Verwendung von Deckweiß. Eine Besonderheit des Künstlers sind Pflanzen- und Schachbrettmuster auf weißem Grund, die anschließend auch von anderen Werkstätten produziert werden. Seine Palmetten-Lekythen erinnern an die Werke der Klasse von Athen 581.